# Hazaranura elongata
Genre
Espèce
Hazaranura elongata, unique représentant du genre Hazaranura, est une espèce de collemboles de la famille des Neanuridae.

## Distribution
Cette espèce se rencontre en Himalaya.

## Publication originale
- Cassagnau, 1991 : Les collemboles Neanurinae de l'Himalaya 2: Paranurini et Paleonurini paucitubercules. Travaux du Laboratoire d'Écobiologie des Arthropodes Édaphiques Toulouse, vol. 6, no 4, p. 1-20.